# Brycon medemi
Brycon medemi är en fiskart som beskrevs av Dahl, 1960. Brycon medemi ingår i släktet Brycon och familjen Characidae. Inga underarter finns listade.